# Вудсток (Нью-Брансуик)
Вудсток (англ. Woodstock) — город в графстве Карлтон провинции Нью-Брансуик (Канада). Расположен на западном берегу реки Сент-Джон, в 92 км к западу от города Фредериктон.
Заселение этих мест началось в конце XVIII века, когда здесь были выделены земли для семей американских колонистов, которые сражались на стороне Великобритании во время войны за независимость США, и были вынуждены покинуть родные места после поражения. Поселение получило название по основанному в 1786 году приходу Вудсток, а он, в свою очередь, был назван в честь Уильяма Кавендиша-Бентинка, 3-го герцога Портлендского и виконта Вудстокского, который в 1783 году был премьер-министром Великобритании.
Вудсток получил статус города в 1856 году и является, таким образом, старейшим городом провинции Нью-Брансуик.